# The Game Awards 2017
The Game Awards 2017 foi a 4ª cerimônia de premiação anual do The Game Awards na qual homenageou os melhores jogos eletrônicos de 2017, sendo realizada no Microsoft Theater em Los Angeles no dia 7 de dezembro de 2017. O evento foi organizado por Geoff Keighley e transmitido ao vivo em todo o mundo através de várias plataformas, com 11,5 milhões de espectadores no total assistindo ao evento. The Legend of Zelda: Breath of the Wild ganhou três prêmios, incluindo Jogo do Ano e Melhor Direção de Jogo. Dois jogos independentes, Cuphead e Hellblade: Senua's Sacrifice, também ganharam três prêmios cada.

## Apresentação
Como nos The Game Awards anteriores, o jornalista de jogos canadense Geoff Keighley sediou o show, que foi realizado no Microsoft Theater em Los Angeles em 7 de dezembro de 2017 e transmitido ao vivo em dezesseis diferentes plataformas de conteúdo em todo o mundo. Um sistema integrado de votação pública foi incluído na Pesquisa do Google e no Twitter; na Twitch.tv, o programa teve uma sobreposição interativa que permitiu que os espectadores predissessem os vencedores antes de serem anunciados, o primeiro uso de um deles na plataforma. Certas plataformas de streaming também incentivaram os espectadores a assistir à apresentação do prêmio por meio de seu serviço específico, inserindo esses espectadores em rifas para jogos gratuitos.
Um mês antes do show, o Facebook começou a apresentar uma série de documentários em cinco partes sobre o programa, através do serviço de vídeo "Watch", conhecido como "The Road to the Game Awards". Durante o evento, as vendas de alguns dos jogos indicados foram realizadas em várias plataformas de distribuição de jogos, como a PlayStation Network (PSN) e a Steam. Ao lado de um mini-documentário exibido na feira, um prêmio especial da Ícone da Indústria foi dado a Carol Shaw, que foi uma das primeiras designers de videogames do sexo feminino na indústria.

## Prêmios e indicações

### Categorias (escolha do júri)
Títulos em negrito e listados em primeiro venceram nas respectivas categorias:
| Jogo do Ano | Melhor Direção de Jogo |
| --- | --- |
| - The Legend of Zelda: Breath of the Wild – desenvolvido pela Nintendo - Horizon Zero Dawn – desenvolvido pela Guerrilla Games - Persona 5 – desenvolvido pela Atlus - PlayerUnknown's Battlegrounds – desenvolvido pela PUBG Corporation - Super Mario Odyssey – desenvolvido pela Nintendo                                                                                     | - The Legend of Zelda: Breath of the Wild – direção de Hidemaro Fujibayashi - Horizon Zero Dawn – direção de Mathijs de Jonge - Resident Evil 7: Biohazard – direção de Koshi Nakanishi - Super Mario Odyssey – direção de Kenta Motokura - Wolfenstein II: The New Colossus - direção de Jens Matthies |
| Melhor Narrativa | Melhor Direção de Arte |
| - What Remains of Edith Finch – escrito por Ian Dallas - Hellblade: Senua's Sacrifice – escrito por Tameem Antoniades e Elizabeth Ashman-Rowe - Horizon Zero Dawn – escrito por John Gonzalez - Nier: Automata – escrito por Yoko Taro, Hana Kikuchi e Yoshiho Akabane - Wolfenstein II: The New Colossus – escrito por Jen Matthies e Tommy Tordsson Bjork                      | - Cuphead – desenvolvido pela StudioMDHR - Destiny 2 – desenvolvido pela Bungie - Horizon Zero Dawn – desenvolvido pela Guerrilla Games - Persona 5 – desenvolvido pela Atlus - The Legend of Zelda: Breath of the Wild – desenvolvido pela Nintendo |
| Melhor Trilha Sonora | Melhor Design de Áudio |
| - Nier: Automata – música por Keiichi Okabe e Keigo Hoashi - Cuphead – música por Kristofer Maddigan - Destiny 2 – música por Michael Salvatori, Skye Lewin e C Paul Johnson - Persona 5 – música por Shoji Meguro - Super Mario Odyssey – música por Naoto Kubo, Shiho Fujii e Koji Kondo - The Legend of Zelda: Breath of the Wild – música por Manaka Kataoka e Yasuaki Iwata | - Hellblade: Senua's Sacrifice – desenvolvido pela Ninja Theory - Destiny 2 – desenvolvido pela Bungie - Resident Evil 7: Biohazard – desenvolvido pela Capcom - Super Mario Odyssey – desenvolvido pela Nintendo - The Legend of Zelda: Breath of the Wild – desenvolvido pela Nintendo |
| Melhor Performance | Jogo Mais Impactante |
| - Melina Juergens como Senua – em Hellblade: Senua's Sacrifice - Ashly Burch como Aloy – em Horizon Zero Dawn - Brian Bloom como B.J. Blazkowicz – em Wolfenstein II: The New Colossus - Claudia Black como Chloe Frazer – em Uncharted: The Lost Legacy - Laura Bailey como Nadine Ross – em Uncharted: The Lost Legacy                                                         | - Hellblade: Senua's Sacrifice – desenvolvido pela Ninja Theory - Bury Me, My Love – desenvolvido pela The Pixel Hunt - Life is Strange: Before the Storm – desenvolvido pela Deck Nine - Night in the Woods – desenvolvido pela Infinite Fall - Please Knock on My Door – desenvolvido pela Levall Games AB - What Remains of Edith Finch – desenvolvido pela Giant Sparrow |
| Melhor Jogo Contínuo | Melhor Jogo Independente |
| - Overwatch – desenvolvido pela Blizzard Entertainment - Destiny 2 – desenvolvido pela Bungie - Grand Theft Auto Online – desenvolvido pela Rockstar Games - PlayerUnknown's Battlegrounds – desenvolvido pela PUBG Corporation - Tom Clancy's Rainbow Six Siege – desenvolvido pela Ubisoft Montreal - Warframe – desenvolvido pela Digital Extremes                            | - Cuphead – desenvolvido pela StudioMDHR - Hellblade: Senua's Sacrifice – desenvolvido pela Ninja Theory - Night in the Woods – desenvolvido pela Infinite Fall - Pyre – desenvolvido pela Supergiant Games - What Remains of Edith Finch – desenvolvido pela Giant Sparrow |
| Melhor Jogo Mobile | Melhor Jogo Portátil |
| - Monument Valley 2 – desenvolvido pela ustwo games - Fire Emblem Heroes – desenvolvido pela Intelligent Systems - Hidden Folks – desenvolvido por Adriaan de Jongh e Sylvain Tegroeg - Old Man's Journey — desenvolvido pela Broken Rules - Super Mario Run — desenvolvido pela Nintendo                                                                                        | - Metroid: Samus Returns – desenvolvido pela MercurySteam e Nintendo - Ever Oasis – desenvolvido pela Grezzo - Fire Emblem Echoes: Shadows of Valentia – desenvolvido pela Intelligent Systems - Monster Hunter Stories – desenvolvido pela Marvelous Entertainment - Poochy and Yoshi's Woolly World – desenvolvido pela Good-Feel |
| Melhor Jogo de Ação | Melhor Jogo de Ação-aventura |
| - Wolfenstein II: The New Colossus –desenvolvido pela MachineGames - Cuphead – desenvolvido pela StudioMDHR - Destiny 2 – desenvolvido pela Bungie - Nioh – desenvolvido pela Team Ninja - Prey – desenvolvido pela Arkane Studios | - The Legend of Zelda: Breath of the Wild – desenvolvido pela Nintendo - Assassin's Creed Origins – desenvolvido pela Ubisoft Montreal - Horizon Zero Dawn – desenvolvido pela Guerrilla Games - Super Mario Odyssey – desenvolvido pela Nintendo - Uncharted: The Lost Legacy – desenvolvido pela Naughty Dog |
| Melhor Jogo de VR/AR | Melhor Jogo de RPG |
| - Resident Evil 7: Biohazard – desenvolvido pela Capcom - Farpoint – desenvolvido pela Impulse Gear - Lone Echo – desenvolvido pela Ready at Dawn - Star Trek: Bridge Crew – desenvolvido pela Red Storm Entertainment - Superhot VR – desenvolvido pela Superhot Team | - Persona 5 – desenvolvido pela Atlus - Divinity: Original Sin II – desenvolvido pela Larian Studios - Final Fantasy XV – desenvolvido pela Square Enix - Nier: Automata – desenvolvido pela Platinum Games - South Park: The Fractured But Whole — desenvolvido pela Ubisoft San Francisco |
| Melhor Jogo de Luta | Melhor Jogo para Família |
| - Injustice 2 – desenvolvido pela NetherRealm Studios - ARMS – desenvolvido pela Nintendo - Marvel vs. Capcom: Infinite – desenvolvido pela Capcom - Nidhogg 2 – desenvolvido pela Messhof Games - Tekken 7 – desenvolvido pela Bandai Namco | - Super Mario Odyssey – desenvolvido pela Nintendo - Mario Kart 8 Deluxe – desenvolvido pela Nintendo e Bandai Namco Games - Mario + Rabbids Kingdom Battle – desenvolvido pela Ubisoft - Sonic Mania – desenvolvido por Christian Whitehead, PagodaWest Games, Headcannon - Splatoon 2 – desenvolvido pela Nintendo |
| Melhor Jogo de Estratégia | Melhor Jogo de Esporte/Corrida |
| - Mario + Rabbids Kingdom Battle – desenvolvido pela Ubisoft - Halo Wars 2 – desenvolvido pela Creative Assembly e 343 Industries - Total War: Warhammer II – desenvolvido pela Creative Assembly - Tooth and Tail – desenvolvido pela Pocketwatch Games - XCOM 2: War of the Chosen – desenvolvido pela Firaxis Games                                                           | - Forza Motorsport 7 — desenvolvido pela Turn 10 Studios - FIFA 18 – desenvolvido pela EA Vancouver - Gran Turismo Sport – desenvolvido pela Polyphony Digital - NBA 2K18 – desenvolvido pela Visual Concepts - Pro Evolution Soccer 2018 – desenvolvido pela Konami - Project Cars 2 – desenvolvido pela Slightly Mad Studios |
| Melhor Jogo Multiplayer | Prêmio de Jogo Estudantil |
| - PlayerUnknown's Battlegrounds – desenvolvido pela PUBG Corporation - Call of Duty: WWII – desenvolvido pela Sledgehammer Games - Destiny 2 – desenvolvido pela Bungie - Fortnite – desenvolvido pela Epic Games - Mario Kart 8 Deluxe – desenvolvido pela Nintendo - Splatoon 2 – desenvolvido pela Nintendo                                                                   | - Level Squared – desenvolvido por Kip Brennan, Stephen Scoglio e Dane Perry Svendsen, Swinburne University - Falling Sky – desenvolvido por Jonathan Nielssen, Nikolay Savov e Mohsen Shah, National Film and Television School - From Light – desenvolvido por Alejandro Grossman, Steven Li e Sherveen Uduwana, University of Southern California - Hollowed – developed por Erin Marek, Jerrick Flores e Charley Choucard, University of Central Florida - Impulsion – desenvolvido por Hugo Verger, Remi Bertrand e Maxime Lupinski, Institut de l'Internet et du Multimédia - Meaning – desenvolvido por Hariz Yet, DigiPen Institute of Technology Singapore |
| Melhor Estreia Independente | |
| - Cuphead – desenvolvido pela StudioMDHR - Golf Story – desenvolvido pela Sidebar Games - Hollow Knight – desenvolvido pela Team Cherry - Mr. Shifty – desenvolvido pela Team Shifty - Slime Rancher – desenvolvido pela Monomi Park | |

### Escolha do público
| Jogo Mais Aguardado | Trending Gamer |
| --- | --- |
| - The Last of Us Part II – em desenvolvimento pela Naughty Dog - God of War – em desenvolvimento pela Santa Monica Studio - Spider-Man – em desenvolvimento pela Insomniac Games - Monster Hunter: World – em desenvolvimento pela Capcom - Red Dead Redemption 2 – em desenvolvimento pela Rockstar Games | - Guy Beahm ("Dr DisRespect") - Andrea Rene (What's Good Games) - Clint Lexa ("Halfcoordinated") - Mike Grzesiek ("Shroud") - Steven Spohn (AbleGamers) |
| Melhor Jogo de eSports | Melhor Jogador de eSports |
| - Overwatch – desenvolvido pela Blizzard Entertainment - Counter-Strike: Global Offensive – desenvolvido pela Valve Corporation - Dota 2 – desenvolvido pela Valve Corporation - League of Legends – desenvolvido pela Riot Games - Rocket League – desenvolvido pela Psyonix                              | - Lee Sang-hyeok "Faker" (SK Telecom 1, League of Legends) - Marcelo "coldzera" David (SK Gaming, Counter-Strike: GO) - Nikola "NiKo" Kovac (FaZe Clan, Counter-Strike: GO) - Je-hong "ryujehong” Ryu (Seoul Dynasty, Overwatch) - Kuro "KuroKy" Salehi Takhasomi (Team Liquid, Dota 2) |
| Melhor Time de eSports | Chinese Fan Game Award |
| - Cloud9 - FaZe Clan - Lunatic-Hai - SK Telecom T1 - Team Liquid | - jx3 HD – desenvolvido pela Kingsoft Corporation - Honor of Kings – desenvolvido pela Timi Studio Group - ICEY – desenvolvido pela FantaBlade Network - Gumballs & Dungeons – desenvolvido pela QcPlay Limited - Monument Valley 2 – desenvolvido pela ustwo games                     |

### Prêmios honorários
| Prêmio de Ícone da Indústria |
| ---------------------------- |
| - Carol Shaw                 |

## Jogos com múltiplas indicações e prêmios
| Indicações                              | Jogo                             |
| --------------------------------------- | -------------------------------- |
| 6                                       |                                  |
| Destiny 2                               |                                  |
| Horizon Zero Dawn                       |                                  |
| The Legend of Zelda: Breath of the Wild |                                  |
| Super Mario Odyssey                     |                                  |
| 5                                       | Cuphead                          |
| 5                                       | Hellblade: Senua's Sacrifice     |
| 4                                       | Persona 5                        |
| 4                                       | Wolfenstein II: The New Colossus |
| 3                                       | Nier: Automata                   |
| 3                                       | PlayerUnknown's Battlegrounds    |
| 3                                       | Resident Evil 7: Biohazard       |
| 3                                       | Uncharted: The Lost Legacy       |
| 3                                       | What Remains of Edith Finch      |
| 2                                       | Mario + Rabbids Kingdom Battle   |
| 2                                       | Mario Kart 8 Deluxe              |
| 2                                       | Night in the Woods               |
| 2                                       | Overwatch                        |
| 2                                       | Splatoon 2                       |

| Prêmios | Jogo                                    |
| ------- | --------------------------------------- |
| 3       | Cuphead                                 |
| 3       | Hellblade: Senua's Sacrifice            |
| 3       | The Legend of Zelda: Breath of the Wild |
| 2       | Overwatch                               |